# Cathy Ferguson
Pour les articles homonymes, voir Ferguson.
Kathleen Jane Ferguson dite Cathy Ferguson, née le 17 juillet 1948 à Stockton (Californie), est une nageuse américaine.

## Biographie
Aux Jeux olympiques d'été de 1964 à Tokyo, Cathy Ferguson est sacrée championne olympique sur 100 mètres dos ainsi que sur le relais 4 × 100 mètres 4 nages.
Elle entre à l'International Swimming Hall of Fame en 1978.